# Joachim Rogosch
Joachim Rogosch (* 23. Januar 1957 in Bad Neustadt an der Saale) ist ein deutscher Journalist und Publizist. 

## Leben
Rogosch studierte katholische Theologie in Tübingen, Paris und Würzburg und absolvierte als Stipendiat parallel dazu von 1978 bis 1981 die „Studienbegleitende Journalistenausbildung“ beim Institut zur Förderung publizistischen Nachwuchses in München. 1983 trat er in die Zentralredaktion der Schwäbischen Zeitung in Leutkirch ein, zunächst im Ressort Politik, später wechselte er in die Kulturredaktion. Dort war er für Religion, Wissenschaft, Journalisten-Ausbildung und für Sonderaufgaben zuständig.
Im Dezember 1998 wurde Rogosch von der Schwäbischen Zeitung entlassen. Er ist seit 1999 selbständig als freier Journalist und im Bereich interne Unternehmenskommunikation. Außerdem ist er Dozent für Medienethik und journalistische Praxis an der Berufsakademie Ravensburg, Fachrichtung Medien und Kommunikationswirtschaft/Journalismus, sowie beim Institut zur Förderung publizistischen Nachwuchses (ifp) in München. Ehrenamtlich ist er 1. Vorsitzender der VHS Leutkirch.
Er lebt in Leutkirch im Allgäu.

## Auszeichnungen
Im Jahr 2001 wurde er für seine in der Stuttgarter Zeitung und der Neuen Zürcher Zeitung erschienene Reportage „Timo spricht drei Sprachen mit den Fingern“ mit dem Theodor-Wolff-Preis, dem Journalistenpreis der deutschen Zeitungen, ausgezeichnet.

## Veröffentlichungen
- Wie christlich ist die CDU? Leipzig 1999 (Benno Verlag)